# Xanthisthisa niveifrons
Xanthisthisa niveifrons är en fjärilsart som beskrevs av Louis Beethoven Prout 1922. Xanthisthisa niveifrons ingår i släktet Xanthisthisa och familjen mätare. Inga underarter finns listade i Catalogue of Life.